# Liste des évêques de Tambacounda
Pour un article plus général, voir Diocèse de Tambacounda.
La liste des évêques de Tambacounda établit dans l'ordre chronologique la liste des titulaires du siège épiscopal du diocèse de Tambacounda (Dioecesis Tambacundanus), au Sénégal.
La préfecture apostolique de Tambacounda est créée le 13 août 1970, par détachement du diocèse de Kaolack et du diocèse de Saint-Louis du Sénégal.
Elle est elle-même érigée en diocèse le 17 avril 1989. 

## Préfet apostolique
- 13 août 1970-24 avril 1986 : Clément Cailleau
- 24 avril 1986-17 avril 1989 : siège vacant

## Évêques
- 17 avril 1989-5 août 2017 : Jean-Noël Diouf
  - 5 août 2017-4 novembre 2021 : Jean-Pierre Bassène, évêque de Kolda, administrateur apostolique
- depuis le 4 novembre 2021 : Paul Abel Mamba

## Sources
- Fiche du diocèse sur le site catholic-hierarchy.org